# Jana Pensa
Jana Pensa (* 4. Januar 1997 in Bern) ist eine Schweizer Schauspielerin.

## Leben
Pensa wohnte mit ihrer Mutter und ihrem Stiefvater bis 2002 in Bern. Anschliessend zog sie nach Bottighofen TG, wo sie seither lebt.
Sie fing mit dem Schauspielen im Alter von 14 Jahren in der Sekundarschule an. Anfangs spielte sie lediglich in einem Schultheater, darauf folgten jedoch mehrere Castings und im Jahr 2012 die erste Rolle im Kurzfilm Parvaneh. Später folgten Rollen in «Der Aufprall» und «20 Regeln für Sylvie». Letzterer Film kam im Jahr 2014 in die Schweizer Kinos. Nebst Filmen hatte sie auch Rollen in Werbespots und spielt weiterhin Theater.

## Filmografie
- 2012: Parvaneh (Kurzfilm)
- 2013: Der Aufprall (Kurzfilm)
- 2014: 20 Regeln für Sylvie